# Arjun (Panzer)
Arjun bezeichnet einen indischen modernen Kampfpanzer, der vom Rüstungskonzern DRDO entwickelt wurde. Er ist nach Arjuna, einer der wichtigsten Heldengestalten im indischen Epos Mahabharata benannt.

## Geschichte
Nach dem Bangladesch-Krieg mit Pakistan stellte das indische Militär fest, dass sich die importierten Panzermodelle für die Wüstengebiete der Grenzregionen zu seinem Nachbarn als unvorteilhaft erwiesen hatten. Daraufhin wurde die einheimische Entwicklung eines Kampfpanzers, der besonders auf dieses schwierige Terrain zugeschnitten sein sollte, in Auftrag gegeben. Der erste Prototyp wurde 1985 fertiggestellt. Die Tests des Musters verliefen aber nicht zufriedenstellend, so dass noch weitere elf Jahre daran gearbeitet wurde. 1996 wurde dann der Arjun offiziell der Öffentlichkeit vorgestellt. Auch dieses Modell erwies sich als fehlerbehaftet. Insbesondere wurden Fehler der Feuerleitanlage bemängelt. Erst im Jahr 2000 orderte die indische Armee 124 Stück des Panzermodells. Die Auslieferung an die Truppe verzögerte sich allerdings wiederum. Erst 2007 wurden die ersten 14 Fahrzeuge ausgeliefert. Aufgrund der Probleme in der Entwicklung scheint die Zukunft des Arjun ungewiss. Die geringe angepeilte Stückzahl von 124 Panzern würde die Eigenentwicklung nur zu einer Randerscheinung in der indischen Panzertruppe machen. Als Reaktion auf pakistanische Waffenkäufe wurden seit dem Jahr 2000 insgesamt 330 russische T-90 angeschafft. Ein Arjun kostet rund 5,6 Millionen US-Dollar. Aufgrund der anhaltenden Probleme wird der Arjun von einigen Armeeoffizieren als „Weißer Elefant“ bezeichnet und die weitere Anschaffung von T-90-Panzern gefordert.

## Technik
Der Arjun besitzt eine gezogene 120-mm-Kanone indischer Fertigung und ein 7,62-mm-Maschinengewehr, das koaxial zur Kanone im Turm installiert ist. Zur Helikopterbekämpfung steht ein 12,7-mm-Maschinengewehr außerhalb des Turms zur Verfügung. Spezielle Luftabwehrgeschosse für die Bordkanone befinden sich noch in der Entwicklung. Die computerisierte Feuerleitanlage wird durch Laserentfernungsmesser und ein Infrarotsichtgerät unterstützt. Angetrieben wird der Panzer von einem 1400-PS-Dieselmotor. Geschützt wird das Modell durch eine Kompositpanzerung. Die Überlebenswahrscheinlichkeit der Besatzung soll durch ein System gegen Brände und Explosionen erhöht werden. Hierbei wird automatisch ein unentzündliches Gas in den Treibstofftank oder den Motorraum geleitet.